# 800 nm
800 nm (ou encore 0,8 µm) est l'évolution du procédé de fabrication des semi-conducteurs précédent à 1 µm.
Cette technologie des semi-conducteurs a été atteinte en 1989-1990 par les sociétés de semi-conducteurs, comme Intel ou encore IBM.
Le successeur de ce procédé utilise une largeur de canal de 600 nm.

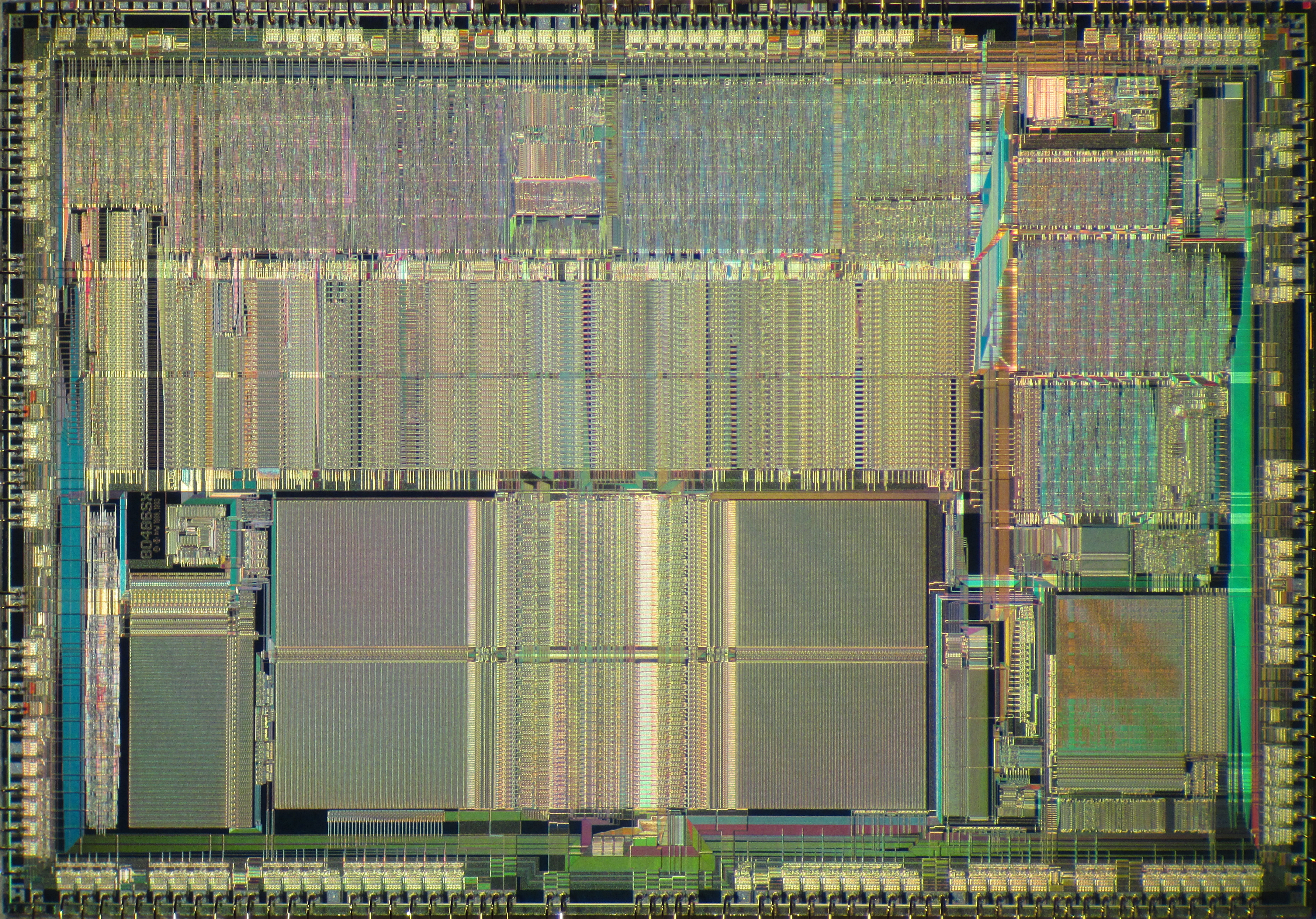
Vue du die du microprocesseur Intel 80486SX.

## Produits fabriqués avec un procédé à 800 nm
- CPU Intel 80486 lancé en 1989
- microSPARC I lancé en 1992